# Nobutaka Shikanai
Nobutaka Shikanai, född 7 november 1911 på Hokkaido i Japan, död 28 oktober 1990 i Tokyo, var en japansk affärsman och konstmecenat. 
Hans farfar, som var funktionär i Tsugaru-domänen, degraderades efter Meijirestaurationen till posten som fängelsevaktmästare vid Sakhalin-fängelset i Hokkaido. Hans far var filmfotografen och senare tandläkaren Toru Kanauchi, och hans mor Moyo drev en fotostudio. Nobutaka Shikanai var parets äldste son och flyttade ensam 1929 till Tokyo för att gå på gymnasiet Waseda Daiichi. Tre år senare började han studera på Wasedauniversitetets fakultet för statsvetenskap och ekonomi, med offentliga finanser som huvudämne, där han tog examen 1936. Därefter arbetade han på ett textilföretag (nuvarande Kuraray Co) i Shikoku och överfördes 1938 till ett koncernföretag för specialmetaller. 
År 1938 kallades han in i militärtjänst i administrativt arbete under krigen och skaffade sig i detta arbete värdefulla kontakter i näringslivet. År 1943 blev han avmönstrad och blev delaktig i grundandet av Japan Electronics Industry, som stöddes av Nissan-koncernen, och efter andra världskriget, i april 1946, deltog han i etableringen av Keizei Doyukai, en organisation av näringsidkare som arbetade för att främja Japans återuppbyggnad.  
Han var en av dem som 1954 upprättade det privata rundradioföretaget Nippon Broadcasting System och också Fuji Television. Han blev chef för Nippon Broadcasting System 1961, och för Fuji Television 1963, Han byggde upp bolagen till Japans största mediaföretagsgrupp, Fujisankei Communications Group, som bildades 1967 genom sammanslagning av ett antal radio- och tv-bolag med dagstidningen Sankei Shimbun. 
Han arbetade aktivt inom konstorganisationen Japan Art Association, i vilken han under ett antal år var vice ordförande och senare ordförande. Hans konstintresse ledde till att Fujisankei 1969 etablerade Japans första skulpturpark Hakone Open-Air Museum och 1981 en andra skulpturpark, Utsukushi-ga-hara Open-Air Museum, vilka fortfarande drivs av företaget. Han initierade också genom Japan Art Association och Fujisankei inrättandet 1988 av de stora kulturpriserna Praemium Imperiale.